# (14698) Scottyoung
(14698) Scottyoung (2000 AT230) – planetoida z pasa głównego asteroid okrążająca Słońce w ciągu 3,77 lat w średniej odległości 2,42 j.a. Odkryta 3 stycznia 2000 roku.